# Val Frisal

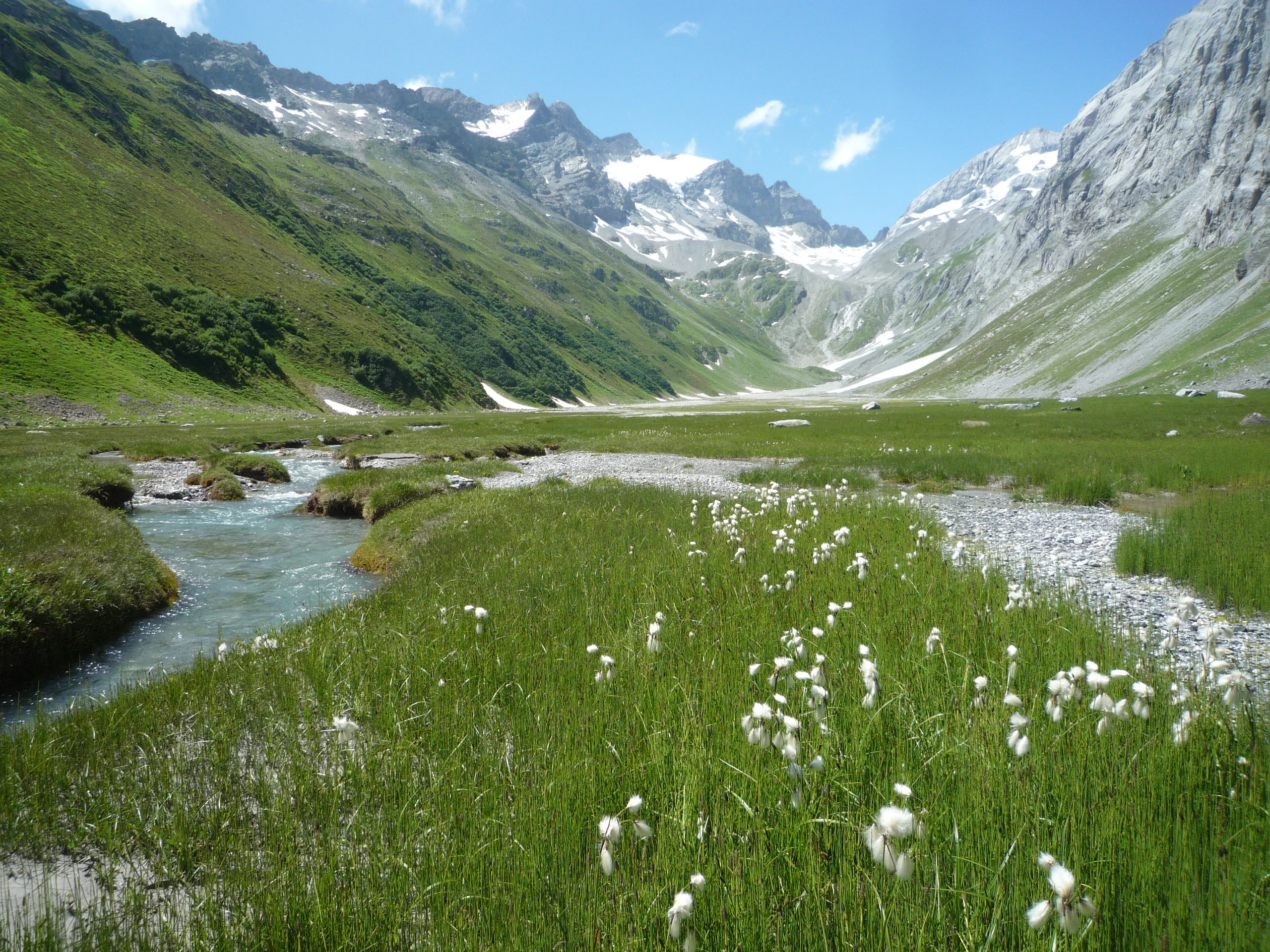
Oberes Val Frisal im Sommer

Das Val Frisal ist ein Tal in der Surselva. Es liegt auf dem Gebiet der Gemeinde Breil/Brigels im Kanton Graubünden und wird vom Flem durchflossen.
Heute wird unter dem Namen Val Frisal vor allem das Hochgebirgstal nordwestlich von Breil/Brigels verstanden, im Wesentlichen ein Längstal zum Vorderrheintal von rund acht Kilometern Länge und einer Fläche von rund 21 km². In älteren Quellen wurde mit Val Frisal das ganze, rund 18 Kilometer lange Flusstal des Flem vom Piz Frisal bis zur Mündung in den Vorderrhein nach Rueun bezeichnet, das neben dem Hochgebirgstal ein Quertal oberhalb von Breil/Brigels, ein weiteres Längstal bis an Waltensburg/Vuorz vorbei und einen Durchbruch bei Rueun umfasste. Im Gegensatz zu den Angaben im Geographischen Lexikon der Schweiz wird der Flem heute aber als Nebenbach des Schmuér betrachtet.
Das Val Frisal weist eine unberührte Hochgebirgslandschaft mit Gletschern, Moränen, Schotterfeldern, Schwemmebenen, Flachmooren und einem alten Fichtenurwald im unteren Abschnitt gegen Breil/Brigels auf. Die weite Hochebene ist in der Liste der Auengebiete von nationaler Bedeutung im Kanton Graubünden und in jener der Flachmoore von nationaler Bedeutung im Kanton Graubünden verzeichnet. Diese Listen sind Teil des Bundesinventars der Flachmoore beziehungsweise des Bundesinventars der Auengebiete. Im Sinne des Landschaftsschutzes haben die Eidgenossenschaft und lokale Behörden einen Vertrag abgeschlossen, womit auf die Nutzung des Gebiets für Wasserkraft verzichtet wird. Das Tal wird beweidet.

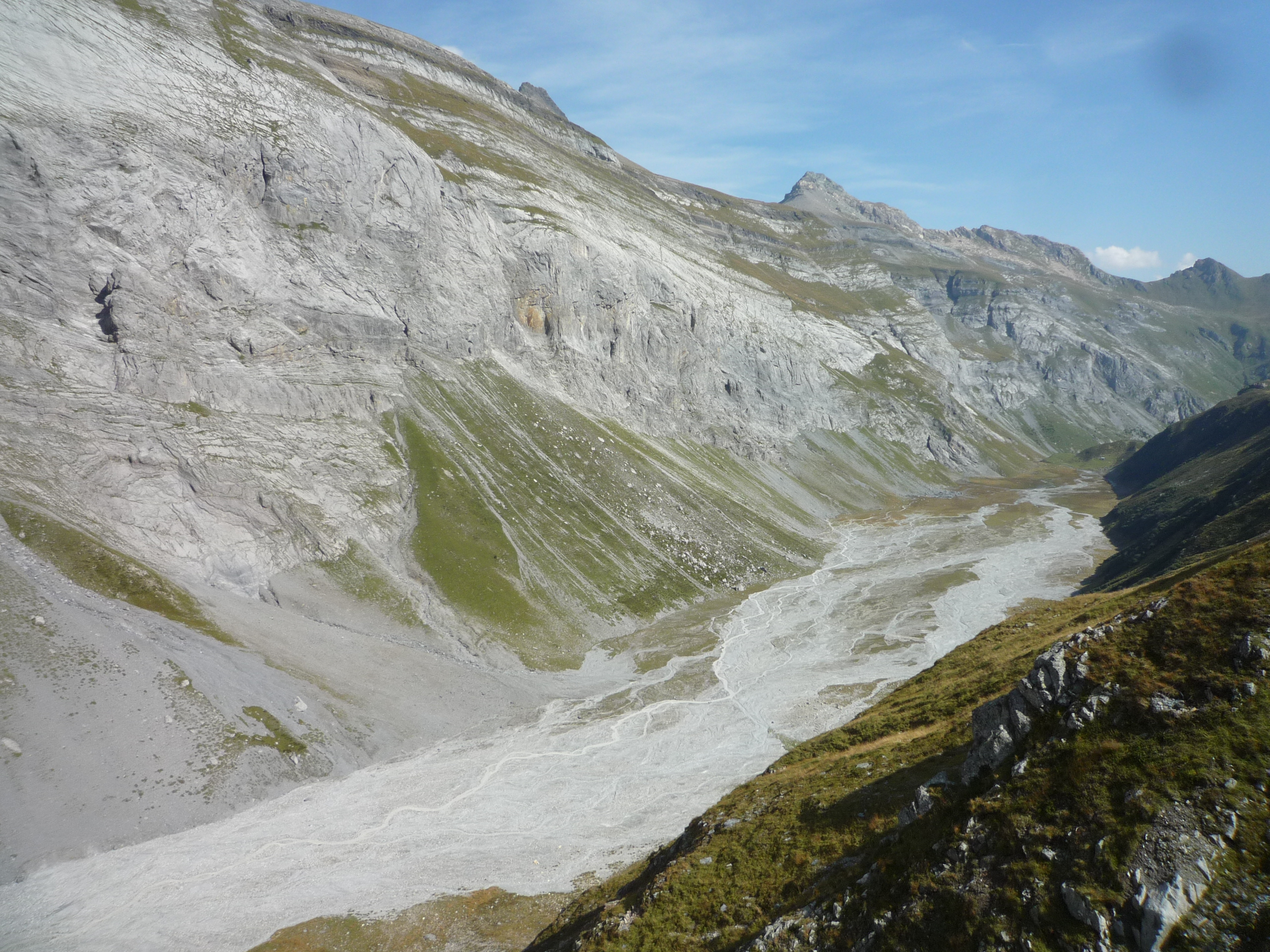
Blickrichtung Nordosten; die Schwemmebene des Val Frisal in der Hochgebirgslandschaft mit nur einigen Schafweiden in den Felswänden unter dem Limmerenpass

Das Längstal mit dem Talboden auf rund 1900 m ü. M. ist von mehreren Dreitausendern umgeben: Im Süden die Kette der Brigelser Hörner (3251 m ü. M., rätoromanisch Cavistrau Grond), im Westen der Piz Frisal (3291 m ü. M.) und der Bifertenstock (3419 m ü. M.) im Nordwesten. Im Nordosten liegt das Kistenstöckli (2747 m ü. M.), an dessen Fuss die Bifertenhütte.